# Marian Kotleba
Marian Kotleba (Besztercebánya, 1977. április 7. –) szlovák politikus, A Mi Szlovákiánk Néppárt (ĽSNS) elnöke.

## Élete
A Jozef Murgas Gimnáziumba járt. Később a Bél Mátyás Egyetemen tanult gazdaságpolitikát.

## Politikai pályafutása
2010 januárjában megalapította A Mi Szlovákiánk Néppártot. Ez a párt szélsőjobboldali elveket vall, az ideológiája az antikommunizmus, a cigányellenesség, az iszlámellenesség, a magyarellenesség, az euroszkepticizmus és a populizmus. Marian Kotleba és társai elindultak a 2010-es szlovákiai parlamenti választáson, de nem jutottak be, majd a 2012-es szlovákiai parlamenti választáson, ismét nem jutottak be, és elindultak a 2016-os szlovákiai parlamenti választáson, amikor is sikerült bejutniuk a parlamentbe, és 14 mandátumot szereztek.

## Külső hivatkozások
- Ki Marian Kotleba? – Új Szó, 2013. november 24.